# 1094 Siberia
Az 1094 Siberia (ideiglenes jelöléssel 1926 CB) a Naprendszer kisbolygóövében található aszteroida. Sergei Ivanovich Belyavsky fedezte fel 1926. február 12-én. Nevét Szibériáról kapta.